# 츄 스트라이크
〈츄 스트라이크〉(일본어: チューストライク 츄스토라이쿠[*])은 일본의 여성 아이돌 그룹 NMB48의 31번째 싱글 앨범으로, 2025년 4월 9일 발매되었다. 시오츠키 케이토가 센터 포지션을 맡았다.